# Big Valley
Big Valley är en ort i Kanada.   Den ligger i provinsen Alberta, i den centrala delen av landet, 2 800 km väster om huvudstaden Ottawa. Big Valley ligger 858 meter över havet och antalet invånare är 364.
Terrängen runt Big Valley är platt. Trakten runt Big Valley är nära nog obefolkad, med mindre än två invånare per kvadratkilometer.. Det finns inga andra samhällen i närheten. 
Trakten runt Big Valley består till största delen av jordbruksmark.